# 春賈
春贾是哈萨克斯坦的城镇，由阿拉木图州负责管辖，是维吾尔区的首府，位于该国东南部，距离阿拉木图243公里。该镇曾是清代锡伯营卡伦，依《中俄伊犁条约》割让给俄国，始建于1872年，面积约为15平方公里，2009年人口60,792。